# Luis Alberto Ferrizo
 Luis Alberto Ferrizo Ferreyra (1951-2021) fue un político uruguayo perteneciente al partido Nacional.
Militante del Partido Nacional, muy joven fue elegido edil por el departamento de Flores en 1971. Electo diputado por el Herrerismo en las elecciones de 1989, ocupó su escaño entre 1990 y 1995.
También ejerció un año como Intendente de Flores.
Ferrizo fue miembro de La Iglesia de Jesucristo de los Santos de los Últimos Días, en la cual fue bautizado en 1963. Siendo a su vez representante regional de dicha institución.
Falleció en Montevideo el día 26 de febrero de 2021.